# Marcos Tébar
Marcos Tébar Ramiro est un joueur de football espagnol né le 7 février 1986 à Madrid.

## Carrière de joueur
Ramiro a fait la plus grande partie de sa formation au Real Madrid, où il jouera en équipe B avant que le Real ne le prête au Rayo Vallecano.
Il rejoint pour la saison 2010-2011 l'équipe A du Real faisant ses débuts sous les couleurs de Real seulement vers la fin de la saison. Il se fait ensuite prêter au Girona FC avant que le Real ne le vende à ce dernier pour la modique somme de 100 €. Lors de la saison 2012-2013, il joue 36 matches pour le FC Girona, et inscrit 4 buts. Mais Tébar et son club, échoueront à la 4e place du classement.
Le 10 juillet 2013, il rejoint le club d'Almería, club promu en 1re division espagnole.
Le 25 juin 2014, il rejoint le club anglais Brentford.

## Palmarès
- Finaliste de la coupe du monde des -17 ans avec l'Espagne.